# آلساندرو پیپرنو

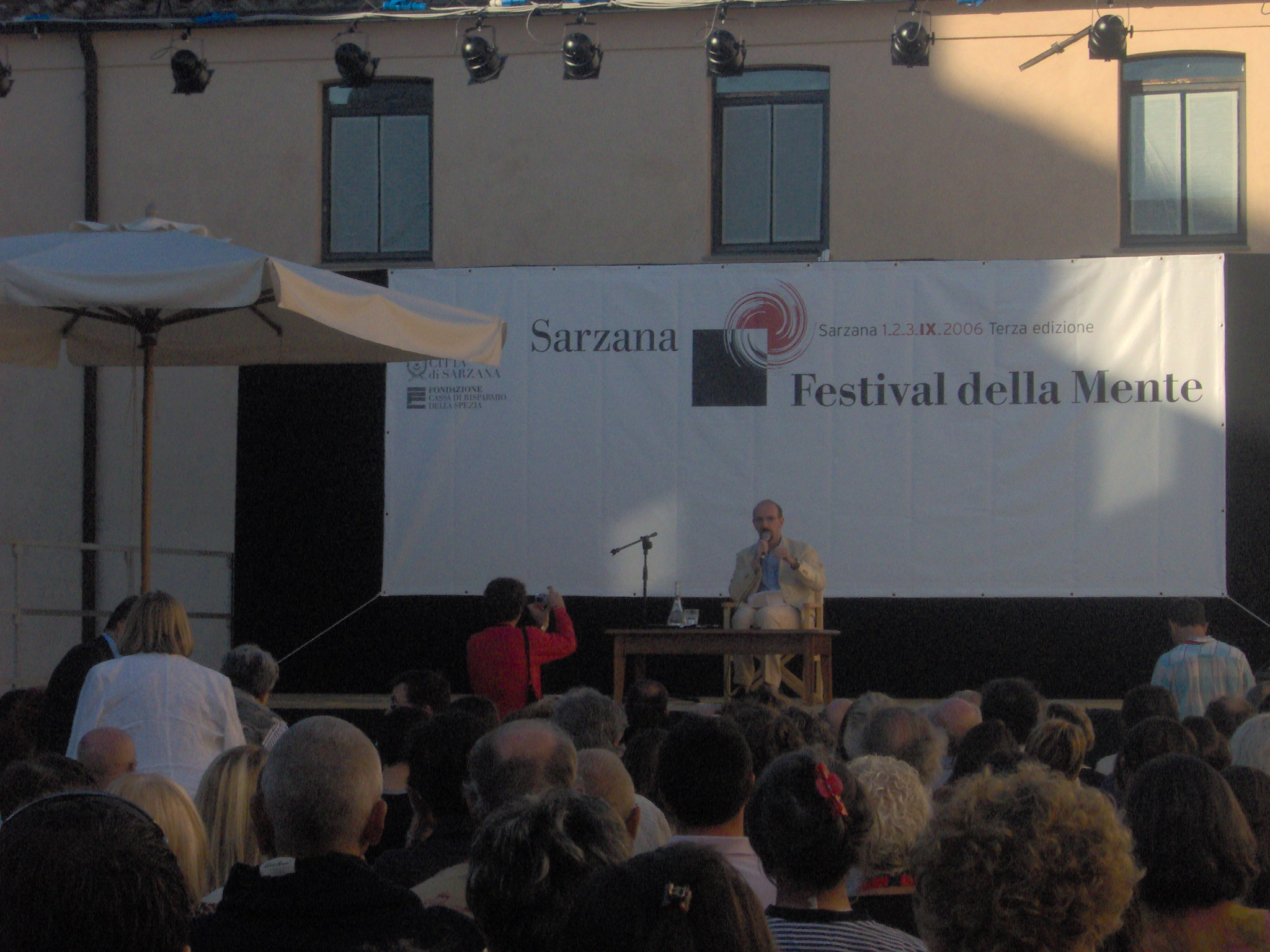
سخنرانی آلساندرو پیپرنو

آلساندرو پیپرنو (ایتالیایی: Alessandro Piperno؛ زادهٔ ۲۵ مارس ۱۹۷۲) یک نویسنده، خواننده، و استاد دانشگاه اهل ایتالیا است.
از دانشگاه «روما تور وِرگاتا» در رشته ادبیات فرانسه فارغ‌التحصیل شده است و در همان دانشگاه به تدریس زبان فرانسوی مشغول است. در حال حاضر سردبیر مجله «گفتگوهای نوین» است.
وی که در سال ۲۰۰۰ کتابی به نام «پروست ضدیهود» را منتشر کرد، او در سال ۲۰۰۵ نخستین رمانش را به نام «با بدترین نیت‌ها» منتشر کرد. وی با این رمان جایزه‌های ادبی «کمپیلو» و «ویارِجو» را از آن خود کرد.